# Битва на Марне (1918)
Второе Марнское сражение (фр. Bataille de la Marne (1918)) или Битва при Реймсе — одно из последних сражений между немецкими войсками и войсками союзников, продолжавшееся с 15 июля по 6 августа 1918 года во время Первой мировой войны. Это было последнее наступление немецких войск. Сражение было проиграно германскими войсками после контратак войск союзников.

## Стратегическая ситуация
После прекращения боев на реке Эна на Западном фронте наступила месячная оперативная пауза, во время которой обе стороны деятельно готовились к новым сражениям. Общая обстановка во второй половине июня — начале июля складывалась не в пользу Германии. Несмотря на огромные потери, понесенные Антантой в первой половине 1918 года, ее военный потенциал не находился в состоянии такого напряжения, как в Германии. Непрерывным потоком во Францию прибывали американские дивизии, вооружение и военная техника. Если в начале года численность американских войск на Западном фронте составляла около 200 тысяч человек, то к концу июня она возросла до 897 тысяч, а в июле превысила 1 миллион.
Германское командование переоценивало результаты прошедших наступлений. Оно считало, что ни английские, ни французские войска неспособны к проведению больших наступательных операций. Было намечено до полного сосредоточения американских сил во Франции провести еще одно наступление с решительными целями. Имелось в виду восстановить моральный дух армии, найти выход из тяжелого внутриполитического положения и если не выиграть войну, то хотя бы склонить Антанту к почетному миру.
Основной стратегической целью по-прежнему оставался разгром английских армий во Фландрии. Учитывая то обстоятельство, что большинство союзных резервов после июньского наступления германцев находилось в районе Реймса и севернее, а также чтобы устранить угрозу флангам своих войск, находящихся в марнском выступе, германское командование уже в начале июня стало склоняться к мысли, что до наступления во Фландрии следует нанести удар по французам в районе Реймса. Этим надеялись оттянуть как можно больше сил с английского участка фронта, после чего возобновить наступление во Фландрии.
К проведению операции привлекались 7-я, 1-я и 3-я армии группы армий кронпринца Вильгельма. 7-я и 1-я армии должны были наступать в обход Реймса по сходящимся направлениям. 7-я армия получила задачу форсировать Марну в районе Дорман и продвигаться на восток в направлении на Эпернэ. 1-й и 3-й армиям надлежало прорвать фронт противника восточнее Реймса, форсировать реку Вель и наступать на Шалон. Внутренним флангам 7-й и 1-й армий предстояло сойтись в районе Эпернэ — Конде. Наступление, назначенное на 15 июля, для поднятия морального духа войск было демагогически названо «сражением за мир».
Как и в предыдущих сражениях, основная ставка германским командованием была сделана на внезапность. Однако на этот раз к началу июля разведка союзников точно установила место готовящегося удара, а захваченный 13 июля саперный капитан 7-й германской армии указал время наступления.

## Ход сражения
Получив точные сведения о начале германского удара, 15 июля в 00 часов 30 минут неожиданно для немецких войск, занявших исходные позиции для наступления, французская артиллерия открыла мощный предупредительный огонь. В течение нескольких минут она интенсивно обстреливала германские позиции, командные пункты и колонные пути. Затем огонь несколько ослабел, но не прекратился. В 1 час 10 минут германская артиллерия начала подготовку атаки из всех орудий и миномётов.
Во время артподготовки, длившейся 3 часа 40 минут, саперы 7-й германской армии начали подготовку к переправе через Марну. С большими трудностями и потерями они поднесли понтоны к реке, но при попытке переправиться на другой берег были встречены сильным пулеметным огнем с французских передовых позиций. Тем не менее к трем часам ночи на южный берег Марны удалось перебросить небольшие части разных пехотных дивизий, под прикрытием которых ускорилась переправа германской пехоты. Наводка мостов, однако, замедлилась вследствие обстрела французской артиллерией берегов Марны. Поэтому почти во всех дивизиях были устроены паромы, на которых подходящие части переправлялись на противоположный берег. С рассветом над долиной Марны была поставлена дымовая завеса, благодаря которой значительно снизились потери, облегчилась переправа войск на понтонах и наводка мостов.

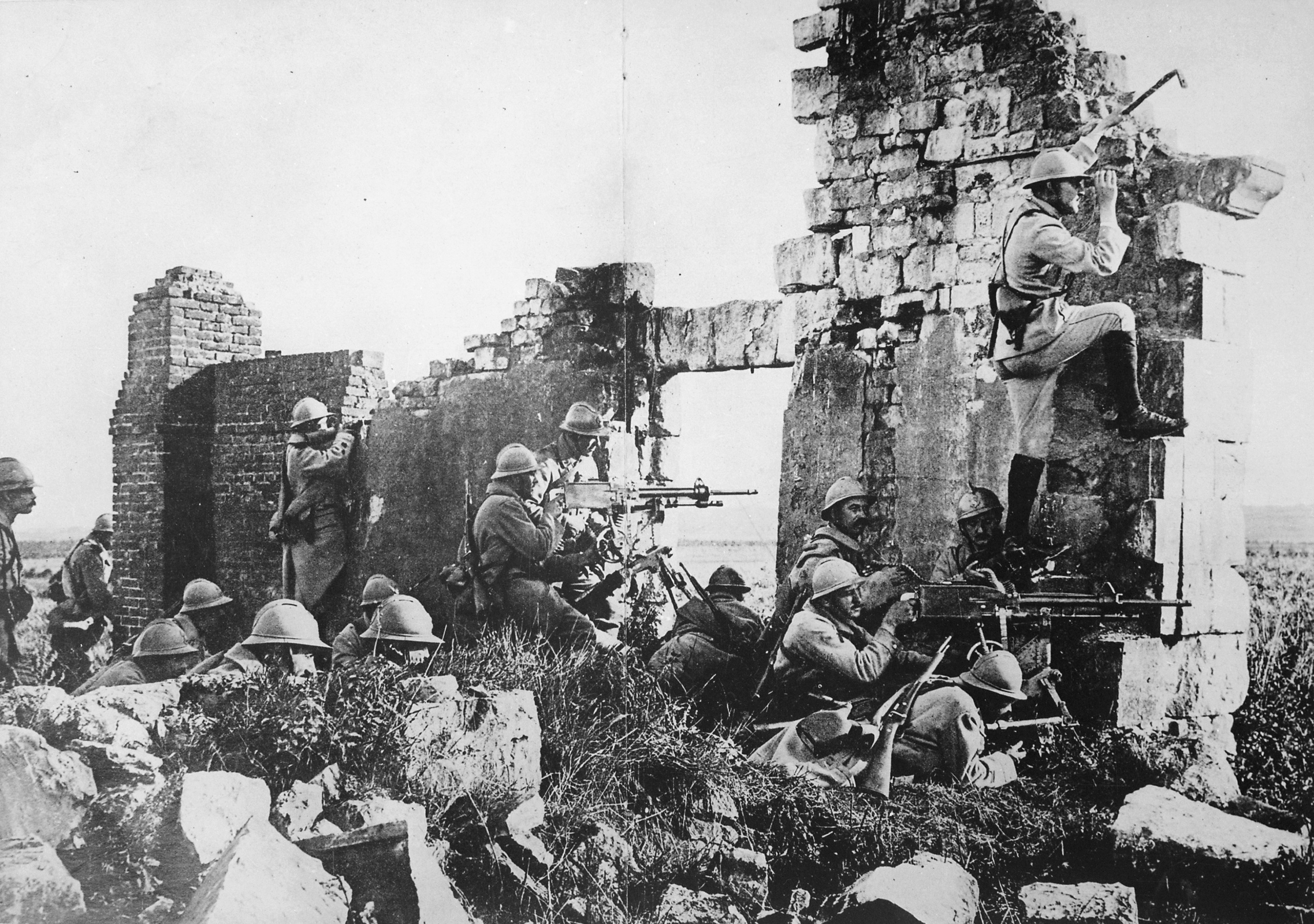
Французские солдаты отбивают атаку немцев. 1918 год.

В 4 часа 50 минут германская артиллерия организовала огневой вал, под прикрытием которого германские дивизии пошли на штурм французских позиций. 23 немецкие дивизии 1-й и 3-й армии Бруно фон Мудра и Карла фон Айнема начали наступление на 4-ю французскую армию генерала Анри Гуро к востоку от Реймса. В это же время 17 дивизий 7-й немецкой армии под командованием Макса фон Бюна при поддержке 9-й армии Йоханнеса фон Эбена атаковали 6-ю французскую армию генерала Жана Дегутта западнее Реймса. Людендорф надеялся разделить силы французов.
Немецкая атака к востоку от Реймса была остановлена в тот же день, но на западе немецкие войска, преодолев сопротивление 6-й французской армии, продвинулись на 15 км. Наступление на этом участке было остановлено совместными усилиями войск союзников (американских дивизий (85 000 человек), 22-го британского корпуса (командующий — Александр Годли) и 2-го итальянского корпуса Альберико Альбриччи). 
Попытки продолжить наступление 16 и 17 июля успехом не увенчались. Уже днем 16 июля немецкое верховное командование остановило наступление 1-й и 3-й армий и тотчас же начало переброску артиллерии во Фландрию для нанесения решительного удара по английским войскам.
После остановки немецкого наступления Фердинанд Фош (командующий союзными войсками) отдал приказ о начале контратак с 18 июля. 24 французские дивизии при поддержке соединений союзников (в том числе 8 американских дивизий и 350 танков) атаковали образовавшийся в линии фронта выступ. Контратаки были успешными: 10-я и 6-я армии продвинулись на 8 км, в то время как 5-я и 9-я армии атаковали немцев на западе. 20 июля немецкое командование отдало приказ об отходе на позиции, которые они занимали до весеннего наступления. К 6 августа контратаки союзников выдохлась, и германские войска закрепились на старых позициях.

## Результаты
Таким образом, результаты широко задуманного наступления оказались незначительными. Причинами неудачи немецких войск явились: утрата внезапности удара, умелая организация французами гибкой и глубоко эшелонированной обороны, которую немцы своевременно не вскрыли и встретить не ожидали, а также отсутствие решающего превосходства в силах в связи с тем, что одновременно с наступлением на Марне готовилось наступление во Фландрии. Хорошо организовав форсирование Марны, германское командование в ходе наступления, вследствие постоянных налетов союзной авиации и огня артиллерии, испытывало значительные затруднения в питании операции на южном берегу реки.
Поражение германских войск повлекло за собой отказ от плана Людендорфа о вторжении во Фландрию и стало первой из серии побед союзников, которые завершили войну.